# 2e sessie van de Commissie voor het Werelderfgoed

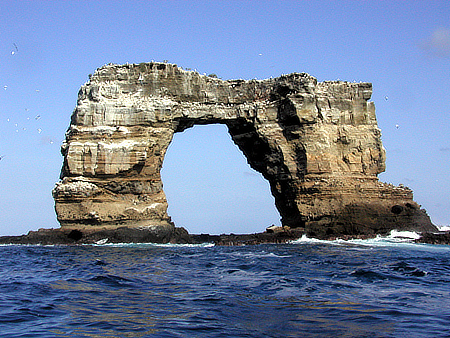
Galapagoseilanden in Ecuador

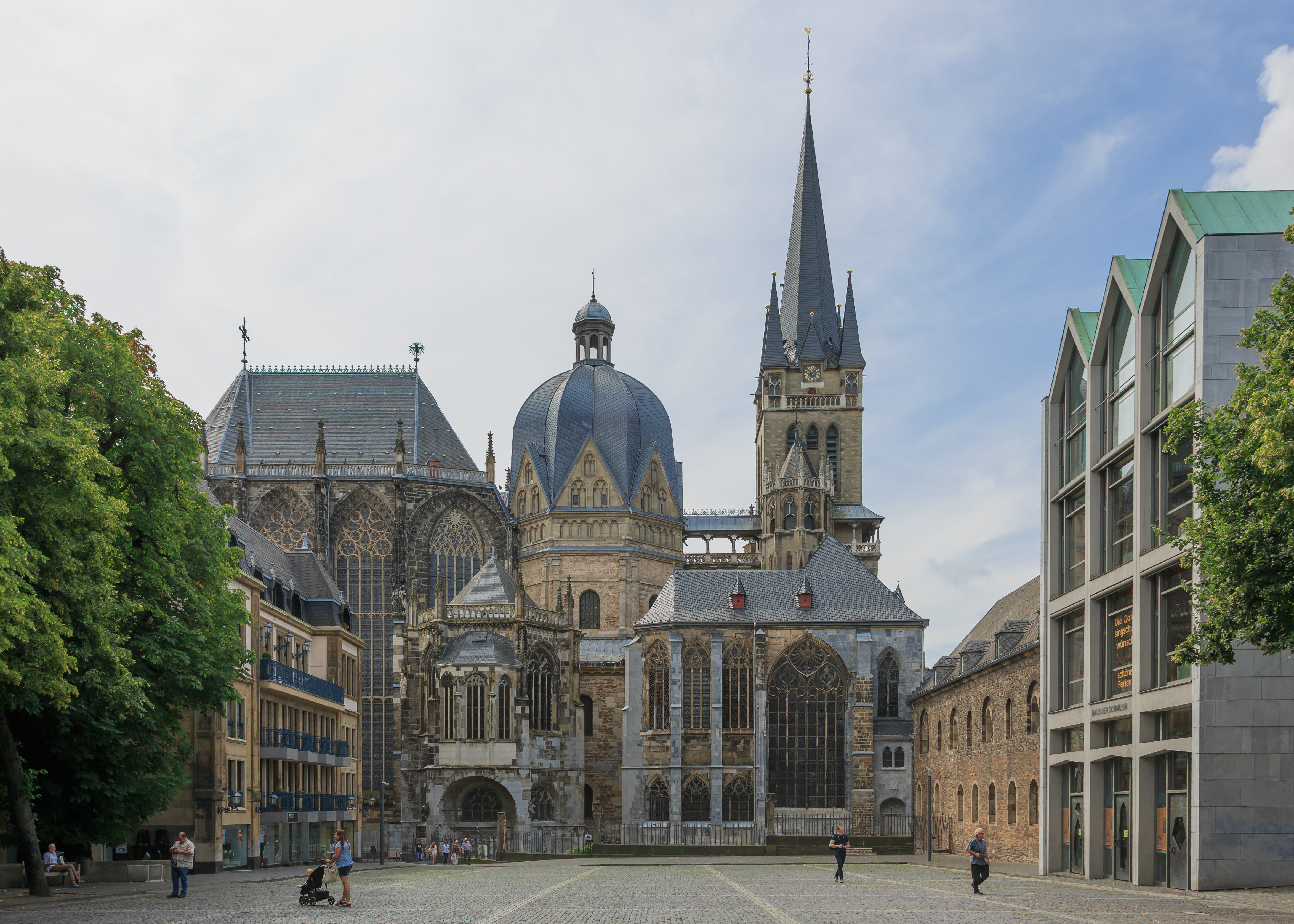
Dom van Aken

De 2e sessie van de Commissie voor het Werelderfgoed vond van 5 tot 8 september 1978 plaats in Washington in de Verenigde Staten. Dit was de eerste sessie waarbij daadwerkelijk locaties op de Werelderfgoedlijst werden geplaatst. Er werden 12 locaties op de lijst gezet: 8 cultureel erfgoed en 4 natuurlijk erfgoed.  Er bestond op dat moment nog geen rode lijst.

## De lijst in 1978
In 1978 zijn de volgende locaties toegevoegd:
- L'Anse aux Meadows in Canada
- Nationaal park Nahanni in Canada
- Galapagoseilanden in Ecuador
- Quito in Ecuador
- Nationaal park Simien in Ethiopië
- Rotskerken van Lalibela in Ethiopië
- Dom van Aken in Duitsland
- Historisch centrum van Krakau in Polen
- Wieliczka-zoutmijn in Polen
- Het eiland Gorée in Senegal
- Mesa Verde National Park in de Verenigde Staten
- Yellowstone National Park in de Verenigde Staten

## Nominaties
De volgende locaties werden wel genomineerd maar in 1978 (nog) niet opgenomen op de werelderfgoedlijst:
- Dal van de benedenloop van de Awash in Ethiopië
- Adulis in Ethiopië
- Tiya in Ethiopië
- lka-Kontoure in Ethiopië
- Melka-Kontoure in Ethiopië
- Matara in Ethiopië
- Aksum in Ethiopië
- Yeha in Ethiopië
- Dal van de benedenloop van de Omo
- Fasil Ghebbi in Ethiopië
- Historisch centrum van Warschau in Polen
- Naziconcentratie- en vernietigingskamp Auschwitz-Birkenau 1940-1945 in Polen
- Puszcza Białowieska - Woud van Białowieża  in Polen
- Nationaal vogelreservaat Djoudj in Senegal
- Nationaal park Zembra en Zembretta eilanden in Tunesië
- Nationaal park Ichkeul in Tunesië

1977 · 
1978 · 
1979 · 
1980 · 
1981 · 
1982 · 
1983 · 
1984 · 
1985 · 
1986 · 
1987 · 
1988 · 
1989 · 
1990 · 
1991 · 
1992 · 
1993 · 
1994 · 
1995 · 
1996 · 
1997 · 
1998 · 
1999 · 
2000 · 
2001 · 
2002 · 
2003 · 
2004 · 
2005 · 
2006 · 
2007 · 
2008 · 
2009 · 
2010 · 
2011 · 
2012 · 
2013 · 
2014 · 
2015 · 
2016 · 
2017 · 
2018 · 
2019 · 
2020-2021 ·
2022-2023 ·
2024 ·
2025